# Kirunas stadsdelar
Kiruna kan delas in i ett antal stadsdelar.

## Centrum
- Järnvägsområdet
- Centrum
- Högalid

## Bolagsområdet

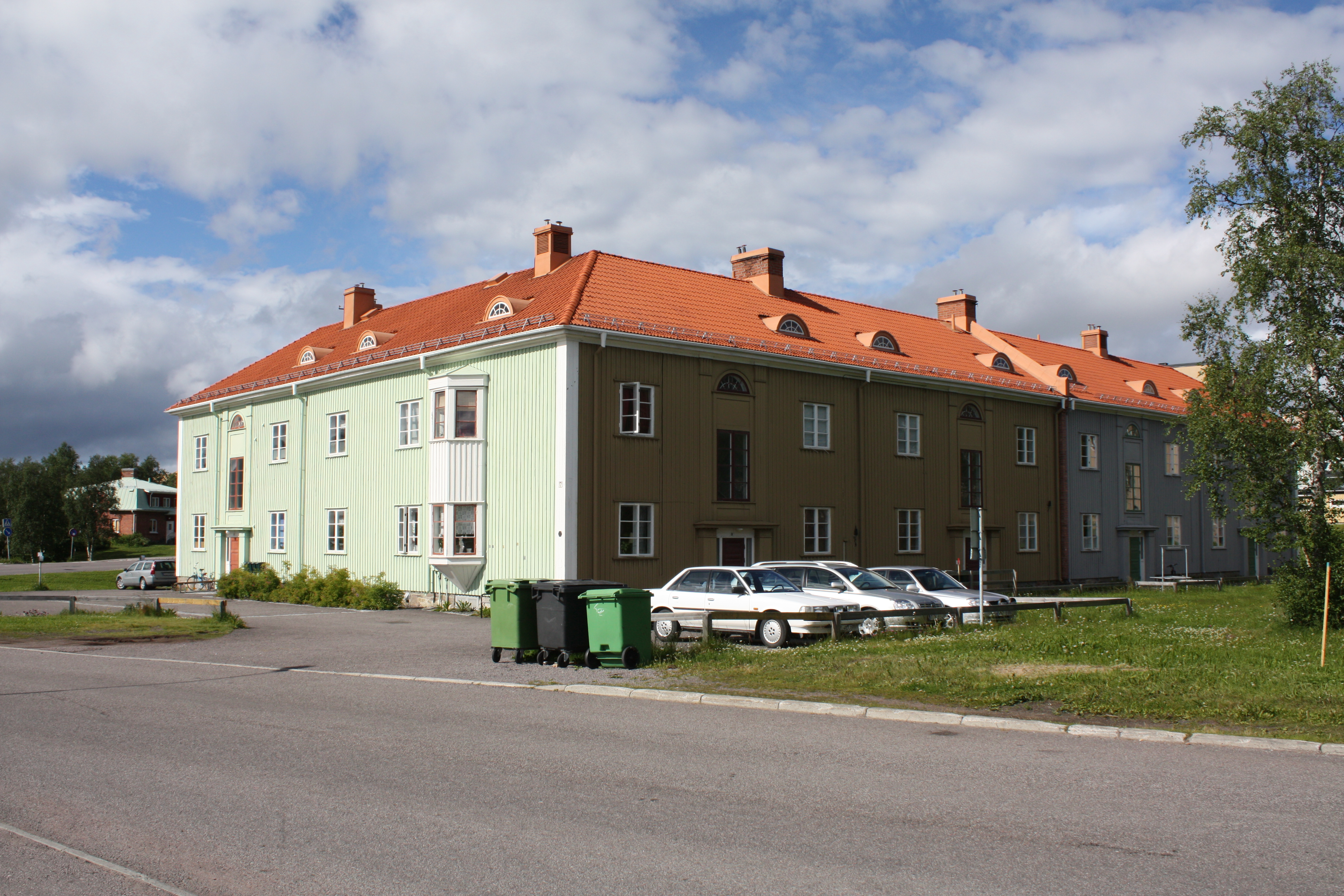
Hyresfastigheten Jerusalem på Bolagsområdet

Bolagsområdet, Bolagsstaden, eller Bolki i folkmun, var den stadsdel som uppfördes av LKAB i Kirunas ungdom.
- Sibirien
- Björkbacken
- Triangeln
- Djävulsön (Ön)

## Lombolo
Lombolo, tidigare Lompolo (av finska lompolo 'mindre sjö', 'tjärn'), även kallad Lompis i folkmun, är en stadsdel i Kiruna belägen öster om gruvberget Kiirunavaara. Namnet Lombolo kommer från de två sjöar (Ala Lompolo och Yli Lompolo) som finns i området. Stadsdelen är byggd på den tidigare marken Luossagielas (senare kallat Gávpohgávva).
Bebyggelsen är hyresrätter ägda av allmännyttiga Kirunabostäder AB på delarna Mysingen och Glaciären och en stor mängd villabebyggelse. Omkring 25-30% av Kirunas stadsbefolkning bor idag i Lombolo. Till Lombolo räknas också Rymdhuset (egentligen rymdhusen, eftersom det är tre hus) som rymmer kontor och datahallar för en rad företag och myndigheter. Bland hyresgäster i Rymdhuset märks Lantmäteriet (inklusive f d Satellitbild), Radiotjänst i Kiruna, Sveriges Television, Sveriges Radio, Rikspolisstyrelsen och Logica.
Det stora lägenhetsområdet i väster kallas i folkmun Planerna (efter kvartersnamnen Björkplan, Tallplan, Rönnplan, Videplan, Ljungplan). Den norra delen kallas även Lombolo Backe, och den södra Lombolo Strand. Planerna skiljs från villaområdena i öster av Vallgatan och Österleden.
- Planerna (Lombolo Backe och Lombolo Strand)
- Centrala Lombolo
- Kasen (Sopbacken)
- Glaciären
- Solvinden

## Norrmalm
- Luossavaara
- Porfyren
- Nedre Norrmalm
- Övre Norrmalm
- Matojärvi

## Östermalm
Stadsdelen Östermalm ligger på Haukivaaras östsluttning.
- Jägarskolan
- Terrassen
- Sandstensberget

## Industriområdena
- Kiirunavaara industriområde
- Tuolluvaara industriområde
- Västra industriområdet

## Nya centrum
Kirunas nya centrum byggs nära Tuolluvaara.